# Kuruki Rei
Kuruki Rei (久留木 玲 (Cửu-Lưu-Mộc Linh) 12 tháng 12 năm 1999 –) là một nữ diễn viên khiêu dâm người Nhật Bản. Cô sinh ra tại tỉnh Miyagi và thuộc về công ti T-Powers.

## Sự nghiệp
Đến tháng 2/2020, cô đã đóng đến phim thứ 7 với tư cách là nữ diễn viên độc quyền từ nhãn phim Seishun Jidai (Tuổi trẻ) của Soft On Demand.
Cô ra mắt ngành với hình tượng là một cô gái kiểu loli xinh đẹp, tuy nhiên sau khi trở thành nữ diễn viên tự do, cô đã đóng nhiều vai khác nhau mà không màng đến phong cách diễn xuất hay vị trí nhân vật, bao gồm cả các vai khắc nghiệt và phụ nữ có chồng.
Tháng 4/2020, cộng đồng người hâm mộ chính thức "Kururun to Issho" đã được thành lập trên Fanicon.
Cô đã thực hiện gọi vốn cộng đồng trên trang "Hitotsunagi" từ ngày 24/5 đến 27/6/2020.
Từ tháng 6/2020 cô bắt đầu phát trực tiếp chơi trò chơi trên Twitch. Cô đã xếp thứ 9 theo bảng xếp hạng nữ diễn viên khiêu dâm hàng năm năm 2020 của FANZA.
Cô cũng đã xếp thứ 8 trong bảng xếp hạng nữ diễn viên khiêu dâm nửa đầu năm 2021 của tạp chí FANZA hàng tháng. Tháng 9/2021, cô được chỉ định làm nữ diễn viên đại diện cho chiến dịch Triple HAPPY 2021 của FANZA.
Đến tháng 6/2023, tên của cô đã được xóa khỏi trang web của công ti chủ quản T-Powers.

## Đời tư
Phim yêu thích của cô là "Leon". Ca sĩ yêu thích của cô là Muse. Cô đã từng là quản lí đội bóng đá khi còn đi học.
Nhà văn Motosue Hisao đã bình luận về cách cô thể hiện ra ngoài rằng "Cô ấy là một người mỏng manh mà sẽ có cảm xúc mạnh khi được ôm, tuy nhiên cách quan hệ của cô rất mạnh mẽ và những lần cô lên đỉnh rất kích thích".
Cô thường đóng các vai con gái gia đình tốt, học sinh nổi bật hay một người đáng tin, và cô thường được đánh giá là được dạy dỗ tốt nhờ cách nói chuyện lịch sự, tuy nhiên trên thực tế cô lớn lên tại gia đình trong đó mẹ cô và bạn trai thường qua lại, và cô có một em trai cùng mẹ khác cha. Người đàn ông cô đã sống chung và tưởng là bố khi còn trẻ thực tế là bố em trai cô, và cô không rõ bố rượt mình là ai. Cô cũng đã vài lần được đưa đến trung tâm bảo trợ trẻ em.
Mặc dù họ có tính cách đối lập, cô với nữ diễn viên cùng công ti chủ quản Hinata Marin là bạn thân và gọi nhau là "vợ" và "chồng". Tình bạn này bắt đầu từ khi họ cùng tham gia một dự án gọi vốn cộng đồng chung.